# TPG (기업)
TPG(이전 이름: Texas Pacific Group 및 TPG Capital, 정식 명칭: TPG Inc.)는 텍사스주 포트워스에 본사를 둔 미국 프라이빗에쿼티이다. TPG는 성장 자본, 벤처 캐피털, 공공 지분 및 부채 투자에 대한 투자 자금을 관리한다. 이 회사는 소비자/소매, 미디어 및 전기 통신, 산업, 기술, 여행, 레저, 의료 등 다양한 산업에 투자한다. TPG는 2022년 1월 상장 회사가 되었으며 나스닥에서 티커 기호 "TPG"로 거래되고 있다.
2024년 6월, TPG는 프라이빗에퀴티인터내셔널(Private Equity International)의 세계 최대 사모펀드 PEI 300 순위에서 3위를 차지했다.